# Echoes (The Rapture)
Echoes è il secondo album del gruppo The Rapture, pubblicato il 30 settembre 2003.

## Tracce
1. Olio
2. Heaven
3. Open Your Heart
4. I Need Your Love
5. The Coming of Spring
6. House of Jealous Lovers
7. Echoes
8. Killing
9. Sister Savior
10. Love Is All
11. Infatuation

## Curiosità
Il brano Echoes è stato usato come sigla della serie televisiva Misfits.